# Трифунович, Митар
Митар Трифунович (серб. Митар Трифуновић, хорв. Mitar Trifunović; 1880, Брвник — ноябрь 1941, концлагерь Ясеновац) — югославский рабочий, сержант Королевской сербской армии, коммунист, участник Народно-освободительной войны Югославии. Народный герой Югославии.

## Биография
Родился в 1880 году в селе Брвник близ Шамца. В юности вступил в рабочее движение. Был мобилизован в австро-венгерскую армию с началом Первой мировой войны и попал на Восточный фронт, где был захвачен в плен русскими войсками. В Российской империи познакомился с революционным движением, принял участие в Октябрьской социалистической революции. Добровольцем отправился на Салоникский фронт. В 1918 году вернулся в Тузлу в звании сержанта сербской армии. Был одним из лидеров рабочего движения в Боснии и Герцеговине, в 1920 году был принят в состав Коммунистической партии Югославии. Позднее был избран в Скупщину. Руководил забастовкой рудокопов, которая продолжалась три месяца, а также был во главе Хусинского бунта рабочих.
Позднее Митар был арестован за свою революционную деятельность и отправлен в тюрьму. Вернувшись оттуда, он вступил в революционное подполье. После становления диктатуры 6 января в 1929 году был опять арестован и приговорён к трём годам тюрьмы. Отсидев три года тюрьмы в Сремске-Митровице, он продолжил деятельность в КПЮ. В 1935 году он основал организацию Независимых синдикатов и возглавил забастовку лесорубов, был одним из противников создания фракций в Коммунистической партии. Был интернирован в Босански-Шамац, где оставался до 1940 года.
В 1941 году Трифунович вернулся в Тузлу, где продолжал свою деятельность. Ушёл в партизанское подполье после оккупации страны. 14 августа был обнаружен усташами в Креке в доме рудокопа и отправлен в концлагерь Ясеновац, где был расстрелян в ноябре 1941 года.
27 ноября 1953 года посмертно награждён званием Народного героя Югославии.